# 恐爪龍下目
恐爪龍下目（Deinonychosauria）是獸腳亞目虛骨龍類的演化支，存活於晚侏儸紀到白堊紀。恐爪龍類是群肉食性或雜食性恐龍，因為牠們的第二腳趾類似彈簧刀而著名。這個演化支還可進一步分為兩科：馳龍科、傷齒龍科。其中最大的物種可能是猶他盜龍，身長約7公尺；而其中最小的是近鳥龍，身長估計為34公分。恐爪龍類、鳥類是近親，兩者有最近共同祖先。

## 敘述

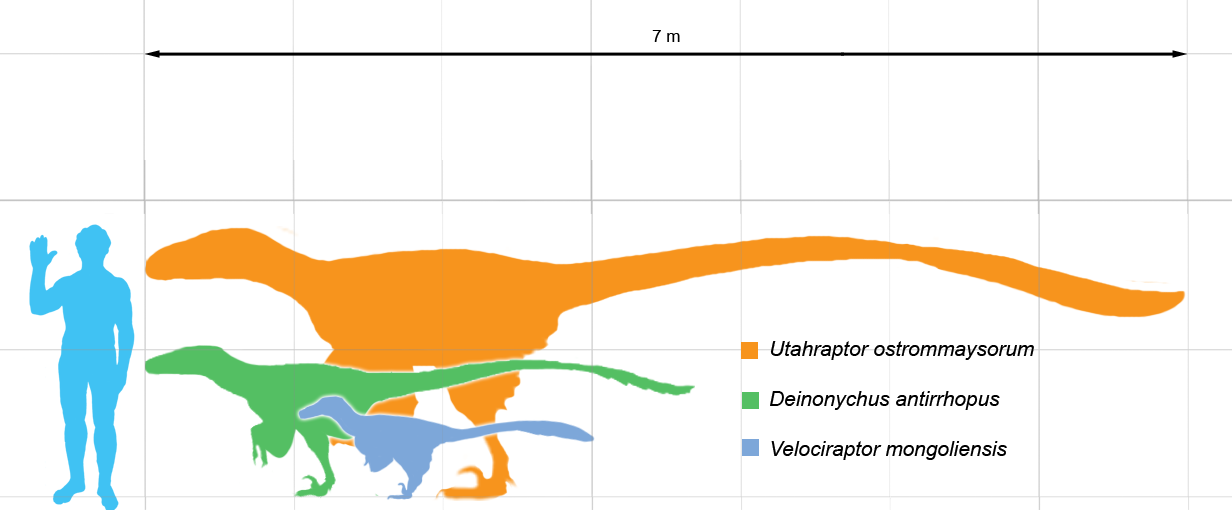
猶他盜龍(黃)、恐爪龍(綠)、伶盜龍(藍)與人類的體型比較圖

恐爪龍下目是群二足恐龍，以後肢行走、跑動。大部分獸腳類的後肢以三腳趾接觸地面；而足跡化石顯示，當恐爪龍類行走時，大部分恐爪龍類的第二腳趾向上後縮，只有第三、第四腳趾接處地面、呈單身體重量。因此牠們在生理機能上也是二趾型動物。第二腳趾具有大型、彎曲、鐮刀狀趾爪。傷齒龍科的第二趾爪並未如馳龍科的那樣大型、彎曲。真馳龍類的體型較大，牠們的第二趾爪也更大、更為扁平。第一趾爪已演化成小型後趾，朝向身體內側；而現代鳥類的後趾已朝向身體後方。真馳龍類的其中一屬，巴拉烏爾龍（Balaur）的第一趾、第二趾都朝向腳掌前方，這兩趾都向上後縮，都具有大型、鐮刀狀趾爪。
恐爪龍類的牙齒彎曲、邊緣呈鋸齒狀，某些進階型物種的牙齒呈鐮刀狀，例如艾伯塔馳龍。恐爪龍類的牙齒前側有小型鋸齒邊緣，後側則有大型、鉤狀鋸齒狀邊緣。恐爪龍類通常修長的手臂與手掌，外形彎曲如弓，具有三個大型、彎曲指爪，某些傷齒龍科的前肢較小。
大部分恐爪龍類是掠食動物，某些小型物種可能是雜食性動物，尤其是小型傷齒龍科。

## 趾爪功能

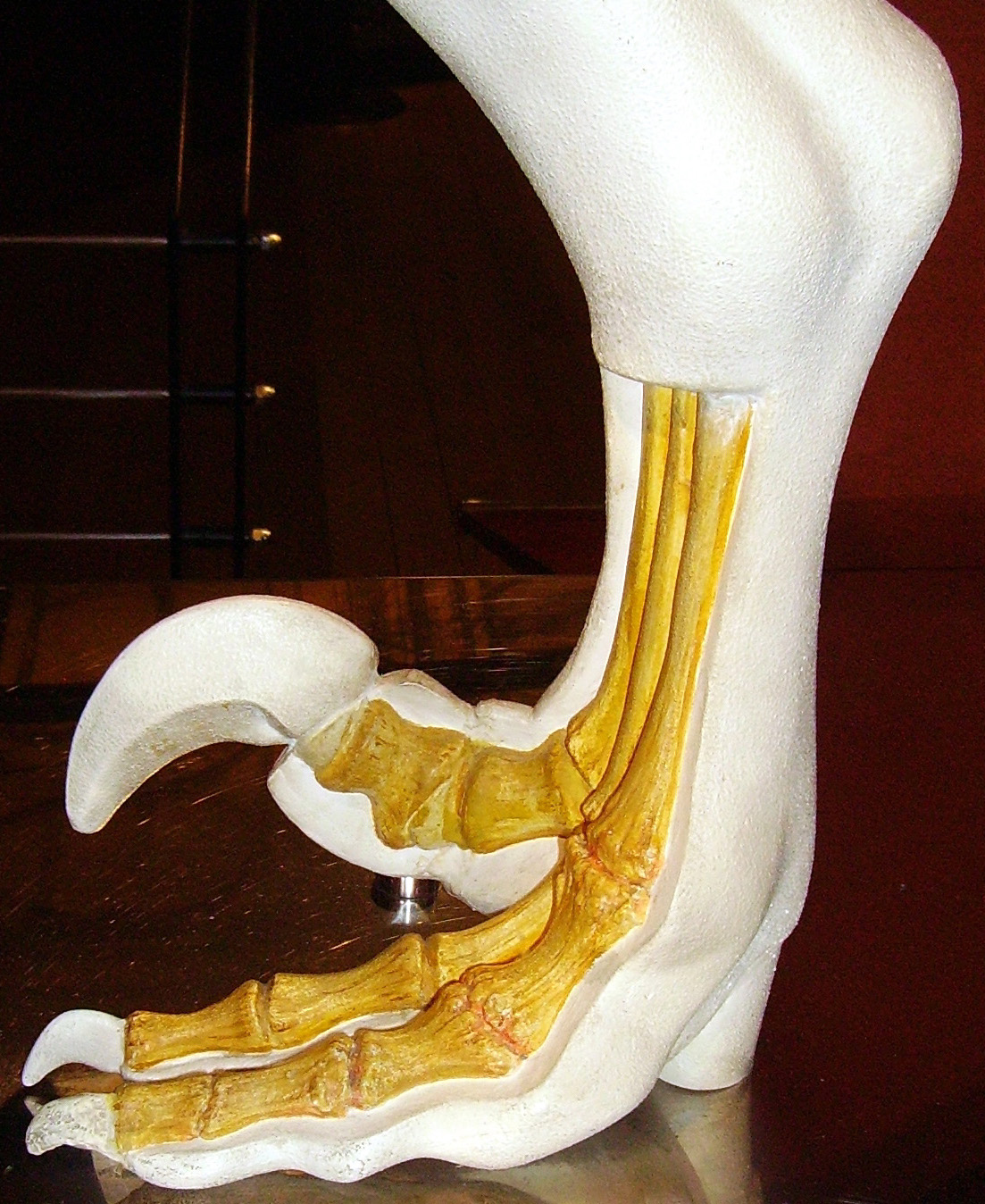
馳龍科的腳掌、趾爪模型

恐爪龍類的最著名特徵，是後腳第二腳趾有大型、大幅彎曲的鐮刀狀趾爪，當牠們行走、跑動時，第二腳趾往上後縮、不接處地面。真馳龍類的蹠骨變短，這是對應大型趾爪的演化特徵。自從發現恐爪龍類化石後，關於第二趾爪的功能，目前存在着不同的意見。最初理論認為第二趾爪是類似刀片的砍傷用武器，恐爪龍類能使用強壯的第二趾爪來挖開獵物的身體；而恐爪龍的大腿較短，可能有大型肌肉、肌腱，可作出強壯動作，將趾爪刺入、劃開獵物的身體。近年研究認為第二趾爪的外部包覆角質，邊緣並不銳利，很難刺穿、劃開獵物的身體。另一種理論是，第二趾爪可協助攀爬樹幹、大型獵物的身體。菲利普·曼寧（Phillip Manning）曾以現代鳥類與哺乳類作為對照組，研究恐爪龍類的第二趾爪彎曲程度。根據研究結果，趾爪的彎曲程度，與該動物的生活方式息息相關。趾爪大幅彎曲的動物，通常擅於攀爬；趾爪較筆直的動物，通常是在地面生存、活動的動物。研究認為恐爪龍類的第二趾爪彎曲程度，彎曲程度屬於攀爬動物的範圍。
在2011年的一項恐爪龍類趾爪研究，也認為第二趾爪無法作出有效的刺穿、劃開獵物身體的動作，並提出第二趾爪有固定獵物功能的理論。這些研究比對不同恐爪龍類、現代鳥類的腳掌結構、趾爪形狀。研究發現，許多掠食性現代鳥類也有大型第二趾爪，當牠們獵食小型獵物時，會使用腳掌、趾爪將獵物固定在地面上，用體重施壓於獵物，再用鳥喙吞食這些獵物。不只是掠食性鳥類，其他掠食動物獵食時，也會用趾爪緊握、固定小型獵物。研究發現恐爪龍的腳掌、腳趾應有大型肌腱，第一趾（後趾）偏向後方，這些特徵很符合固定獵物功能的特徵。研究推測，當恐爪龍等進階型物種獵食時，可能會用第二趾爪攻擊、固定獵物到地面上，然後頭低下撕咬、吞食獵物，而尾巴具有平衡身體的功能。牠們的牙齒後側才有大型、鉤狀邊緣，比較適合拔出獵物的肉體，而非撕裂。前肢有大型指爪。以上特徵也支持固定獵物功能的理論。
某些原始馳龍科、以及傷齒龍科的第二趾爪，還沒有演化成後期恐爪龍類的大型、鐮刀狀趾爪。牠們的腳趾關節允許作出更靈活的動作，而後期恐爪龍類的第二腳趾趾能作出向上後縮、向下的動作。這有可能是牠們以更小型動物為食，因此不用演化出大型趾爪、強壯腳掌以固定獵物。

## 分類
馳龍科是個高度多樣化的演化支，包含某些著名的白堊紀掠食動物，例如：恐爪龍、伶盜龍、猶它盜龍、以及名稱來源的馳龍，此外還有小型、可滑翔飛行的物種，例如小盜龍。馳龍科演化出不同演化支：長口鼻部的半鳥亞科、體型小的小盜龍亞科、體型較修長的伶盜龍亞科、以及體型健壯的馳龍亞科。馳龍科與傷齒龍科的差異在於，頭顱骨與頜部關節等特徵、第二趾爪較大、尾巴結構較不靈活。有理論認為，馳龍科的第二趾爪較大、大腿較短，顯示牠們有不同於傷齒龍科的生態位，牠們可能是伏擊式略食動物。某些馳龍類的足跡化石呈平行排列，顯示牠們可能以小群體集體行動。
傷齒龍科生存於晚白堊紀，體型比較小。自從被發現以來，傷齒龍科的演化關係有多次變動，目前被認為是馳龍科的姊妹分類單元。傷齒龍科的知名度比較小，其中最著名的是傷齒龍、蜥鳥龍、化石呈睡眠狀態的寐龍、第一個確定羽毛顏色的恐龍近鳥龍（近鳥龍有可能屬於始祖鳥科）。傷齒龍科與馳龍科的差異在於，傷齒龍科的腦殼較大，可能有較大部分容納視覺、聽覺器官，而視覺、聽覺較佳。牙齒的鋸齒狀邊緣較不明顯，恥骨朝前，腿部較長，第二趾爪較小、向上後縮程度較小，中蹠骨較扁。有理論認為，傷齒龍科的第二趾爪較小、大腿較長，顯示牠們可能是善於行走的動物，生態位不同於馳龍科。

### 分類系統
- 恐爪龍下目 Deinonychosauria
  - ? 始祖鳥科 Archaeopterygidae[11]
  - 馳龍科 Dromaeosauridae
    - 小盜龍亞科 Microraptorinae
    - 半鳥亞科 Unenlagiinae
    - 真馳龍類 Eudromaeosauria
      - 馳龍亞科 Dromaeosaurinae
      - 蜥鳥盜龍亞科 Saurornitholestinae
      - 伶盜龍亞科 Velociraptorinae

  - 傷齒龍科 Troodontidae
    - ? 沼澤鳥龍亞科 Elopteryginae
    - 傷齒龍亞科 Troodontinae